# Docirava aequilineata
Docirava aequilineata är en fjärilsart som beskrevs av Walker 1863. Docirava aequilineata ingår i släktet Docirava och familjen mätare. Inga underarter finns listade i Catalogue of Life.